# Reseda alba
Reseda alba es una especie de planta de la familia de las resedáceas. Es nativa de Europa, Asia y el norte de África y puede encontrarse como especie introducida en América y Australia.

## Descripción
También se cultiva como planta ornamental por su espiga de racimos de flores blancas fragantes. Es una hierba anual o perenne que crece hasta un metro de altura. Las hojas están divididas profundamente en muchos lóbulos estrechos. La inflorescencia está densamente poblada con muchas flores blancas. Cada flor tiene cinco o seis pétalos, cada uno de los cuales se divide en tres lóbulos largos y estrechos, por lo que los racimos parecen volantes. El fruto es una  cápsula casi rectangular de cuatro ángulos de hasta 1,4 centímetros de longitud.

## Citología
Números cromosomáticos de Reseda alba  (Fam. Resedaceae) y táxones infraespecificos: 
n=20; 2n=40

## Sinonimia
| - Reseda alba (L.) Spach - Reseda alba subsp. paui Sennen - Reseda fruticulosa L. - Reseda hookeri Guss. - Reseda myriophylla Ten. - Reseda propinqua R.Br. | - Reseda suffruticulosa L. - Tereianthes alba Raf. - Tereianthes fruticosa Raf. - Tereianthes undata Raf. - Tereianthus suffruticulosus Fourr. |

## Nombres comunes
- Castellano: enturio, gualdilla, hopo de zorra, jopillo de zorro, pimentonera, rabillo de gato, reseda blanca.[3]